# Becky Hobbs

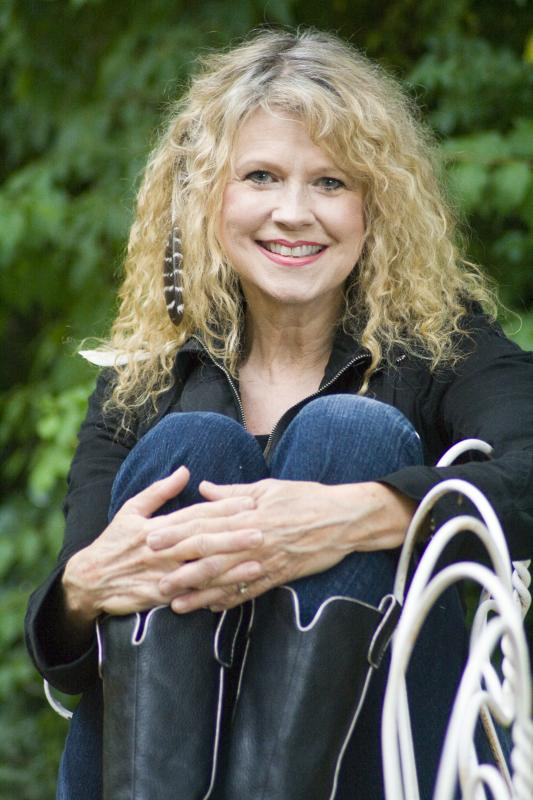
Becky Hobbs, 2009

Rebecca Ann „Becky“ Hobbs (* 24. Januar 1950 in Bartlesville, Oklahoma) ist eine US-amerikanische Country-Sängerin, -songschreiberin und -pianistin.

## Karriere
Becky Hobbs, die sich im Laufe ihrer Karriere stilistisch zwischen Country, Pop, Rockabilly und Western Swing bewegt, veröffentlichte ihre erste LP im Jahre 1974 für MCA. Becky Hobbs wurde von Brad Shapiro produziert, der zuvor vor allen Dingen mit R&B- und Soul-Stars wie Wilson Pickett oder Millie Jackson gearbeitet hatte. Das Album enthält Eigenkompositionen von Hobbs sowie von Lewis Anderson geschriebene Lieder. Mit Anderson schrieb sie auch I’ll Be Your Audience. Dieser Song wurde kurze Zeit später von den Pop-Sängerinnen Helen Reddy (1974) und Shirley Bassey (1975) aufgenommen. Reddy nahm später auch Long Distance Love (1977) und I Can’t Say Goodbye to You (1981) von Hobbs auf.
Zu den Künstlern, die ebenfalls Kompositionen von Hobbs aufnahmen, gehörten in den folgenden Jahren unter anderem Lacy J. Dalton, Alabama (Angels Among Us) und Conway Twitty, der mit einer Hobbs-Komposition, I Want to Know You Before We Make Love, 1987 bis auf Platz zwei der Country-Charts kletterte.
Als Solistin hatte Hobbs zwischen 1978, dem Jahr ihres ersten Hits mit The More I Get the More I Want,  und 1989 15 Hits in den US-amerikanischen Country-Charts von Billboard. Darunter war auch der Top-10-Hit Let’s Get Over Them Together (1983), ein Duett mit Moe Bandy. Hobbs weitere Top-40-Erfolge waren Hottest „Ex“ in Texas (1985), Jones on the Jukebox (1988) und ihr letzter Hit Do You Feel the Same Way Too? (1989).
Hobbs ist bis heute als Live-Künstlerin auf Tournee und veröffentlichte in unregelmäßigen Abständen neue Alben, zuletzt 2011 Nanyehi: Beloved Woman of the Cherokee. Ein Jahr später feierte auch das Musical Nanyehi Premiere, das auf dem Leben der Cherokee Nancy Ward basiert. Hobbs ist eine direkte Nachfahrin der „Ghighau“ und fungiert als Komponistin, Musikdirektorin und Co-Dramatikerin des Musicals.
2015 wurde Hobbs in die Oklahoma Music Hall of Fame aufgenommen.

## Diskografie

### Alben
| Jahr | Titel        | Höchstplatzierung, Gesamtwochen, AuszeichnungChartsChartplatzierungen (Jahr, Titel, Platzierungen, Wochen, Auszeichnungen, Anmerkungen) | Anmerkungen |
| Jahr | Titel        | Country | Anmerkungen |
| ---- | ------------ | --- | ----------- |
| 1988 | All Keyed Up | Country25 (26 Wo.)Country | MTM         |

Weitere Alben
- 1974: Becky Hobbs (MCA)
- 1975: From the Heartland (Tattoo)
- 1977: Everyday (Tattoo)
- 1979: Becky Hobbs (RCA, nur in Japan)
- 1994: The Boots I Came to Town In (Intersound)
- 1998: From Oklahoma with Love (Intersound)
- 2004: Songs from the Road of Life (Beckaroo)
- 2006: Best of the Beckaroo, Vol. 1 (Beckaroo)
- 2011: Nanyehi: Beloved Woman of the Cherokee (Beckaroo)

### Singles
| Jahr | Titel Album                                               | Höchstplatzierung, Gesamtwochen, AuszeichnungChartsChartplatzierungen (Jahr, Titel, Album, Platzierungen, Wochen, Auszeichnungen, Anmerkungen) | Anmerkungen   |
| Jahr | Titel Album                                               | Country | Anmerkungen   |
| ---- | --------------------------------------------------------- | --- | ------------- |
| 1979 | I Can’t Say Goodbye to You Becky Hobbs                    | Country44 (11 Wo.)Country |               |
| 1980 | Just What the Doctor Ordered                              | Country52 (9 Wo.)Country |               |
| 1980 | I’m Gonna Love You Tonight (Like There’s No Tomorrow)     | Country79 (6 Wo.)Country |               |
| 1980 | I Learned All About Cheatin’ from You                     | Country87 (2 Wo.)Country |               |
| 1981 | Honky Tonk Saturday Night                                 | Country84 (4 Wo.)Country |               |
| 1983 | Let’s Get Over Them Together Devoted to Your Memory       | Country10 (18 Wo.)Country | mit Moe Bandy |
| 1984 | Oklahoma Heart                                            | Country46 (10 Wo.)Country |               |
| 1984 | Pardon Me (Haven’t We Loved Somewhere Before)             | Country64 (6 Wo.)Country |               |
| 1984 | Wheels in Emotion                                         | Country77 (6 Wo.)Country |               |
| 1985 | Hottest ’Ex’ in Texas                                     | Country37 (12 Wo.)Country |               |
| 1988 | Jones on the Jukebox All Keyed Up                         | Country31 (19 Wo.)Country |               |
| 1988 | They Always Look Better When They’re Leavin’ All Keyed Up | Country43 (10 Wo.)Country |               |
| 1988 | Are There Any More Like You All Keyed Up                  | Country53 (9 Wo.)Country |               |
| 1989 | Do You Feel the Same Way Too? All Keyed Up                | Country39 (11 Wo.)Country |               |

Weitere Singles
- 1976: I’m in Love Again
- 1979: The More I Get the More I Want
- 1985: You Made Me This Way
- 1990: A Little Hunk of Heaven
- 1990: Pardon Me (mit Moe Bandy)
- 1991: Talk Back Trembling Lips
- 1994: Mama’s Green Eyes (And Daddy’s Wild Hair)
- 1994: Pale Moon
- 1998: Country Girls
- 2005: Another Man in Black
- 2011: Nahyehi